# Karl August Tavaststjerna
Karl August Tavaststjerna (Annila, 13 maggio 1860 – Pori, 20 marzo 1898) è stato uno scrittore e poeta finlandese di lingua svedese.
Fu uno degli autori nordici più importanti durante gli anni 1880 e 1890. Nel 1891 sposò l'attrice Augusta Wilhelmina Gabrielle Kindstrand.

## Biografia
Tavaststjerna nacque nell'antica famiglia nobiliare di ufficiali militari Tawaststjerna, in una tenuta del Savo. All'età di otto anni, la famiglia si trasferì nella tenuta di Ryttylä ad Hausjärvi. Lì visse gli anni della grande carestia nelle campagne finlandesi. Sua madre morì di tifo, contratto mentre si prendeva cura dei malati e degli indigenti a cui era permesso vivere nella tenuta di famiglia. Suo padre morì pochi anni dopo. Tavaststjerna considerava Ryttylä la sua casa d'infanzia e vi tornò più tardi nella vita anche per scrivere. Nel 1878 entrò come studente al Politecnico di Helsinki, dove si laureò in architettura, ma la sua vera passione era la scrittura.
Karl August Tavaststjerna scrisse sia prosa che poesia ed è un rappresentante della svolta moderna nella letteratura finno-svedese. Le poesie di Tavaststjerna, nel suo esordio nel 1883 dal titolo För morgonbris (Alla brezza mattutina), illustrano in parte motivi naturalistici e impressionisti, in parte il desiderio di libertà e l'insofferenza di vivere in una nazione, la Finlandia, troppo angusta per i suoi progetti letterari. Il debutto fu seguito da un'altra raccolta di poesie Nya vers (Nuovi versi, 1885), in cui mantenne lo stesso tono critico nei confronti della sua patria. Con il suo primo romanzo, Barndomsvänner (Amici d'infanzia, 1886), introdusse il realismo nella letteratura finno-svedese, e nel celebre romanzo Hårda tider  (Tempi difficili, 1891, in onore a Hard Times di Dickens), incentrato sulla carestia del 1867-68 in Finlandia, compie il passaggio dal realismo al naturalismo, in polemica con l'idealismo di Johan Ludvig Runeberg. In Lille Karl (Carletto, 1897), considerata ancora oggi una delle più belle storie per bambini della letteratura nordica, Tavaststjerna dà vita ai suoi ricordi d'infanzia ad Annila nella Finlandia orientale. In seguito Tavaststjerna espresse nei suoi lavori (novelle, drammi e raccolte di versi) un carattere maggiormente pessimista e neoromantico, come emerge nel romanzo simbolista e decadente I förbund med döden (Il patto con la Morte, 1893) e nel romanzo En patriot utan fosterland (Un patriota senza patria, 1896).
Il 6 giugno 1891, Karl August Tavaststjerna sposò la giovane attrice svedese Gabrielle Kindstrand, che faceva parte del gruppo teatrale di Viktor Rydberg. La coppia visse per diversi anni in Svizzera, Italia, sull'isola di Rügen e a Berlino, in Germania. Durante il loro soggiorno in Germania, Tavaststjerna fece parte del noto "Friedrichshagener Kreis", un circolo di personalità della cultura nordica più o meno bohémien, piene di entusiasmo per il nuovo naturalismo scandinavo. Tavaststjerna si stancò però presto della vita frenetica e bohémien di Berlino, così si trasferì prima in Svezia, dove visse fino all'inverno 1894-95, per poi tornare in Finlandia per lavorare come direttore del quotidiano Björneborgs Tidning.
Tavaststjerna morì di polmonite pochi mesi prima del suo trentottesimo compleanno in un ospedale di Pori. È sepolto nel cimitero di Sanduddi a Helsinki.

## Opere (elenco parziale)
- För morgonbris : dikter, Helsingfors, Beijer, 1883.
- Nya vers, Stockholm, Bonnier, 1885.
- Barndomsvänner : ett nutidsöde, Borgå, Söderström, 1886-1886.
- I förbindelser, Borgå: Söderström, 1888.
- Hårda tider : berättelse från Finlands sista nödår, Helsingfors, Söderström, 1891.
- Unga år : noveller, Fredrikshamn, Hagelstam, 1892.
- I förbund med döden : novell, Stockholm, Bonnier, 1893.
- Korta bref från en lång bröllopsresa, Stockholm, Bonnier, 1893.
- Kapten Tärnberg med flera berättelser, Stockholm, Bonnier, 1894.
- Kvinnoregemente : roman från finska landsbygden, Stockholm, Bonnier, 1894.
- En patriot utan fosterland : anteckningar från det Finland som varit, Helsingfors, Söderström, 1896.
- Laureatus : epopé i tretton sånger : jämte en samling efterlämnade dikter, Stockholm, Bonnier, 1897.
- Lille Karl : en gosses roman : berättad för stora och små / illustrerad av Albert Engström, Stockholm, Beijer, 1897.